# Klobásník

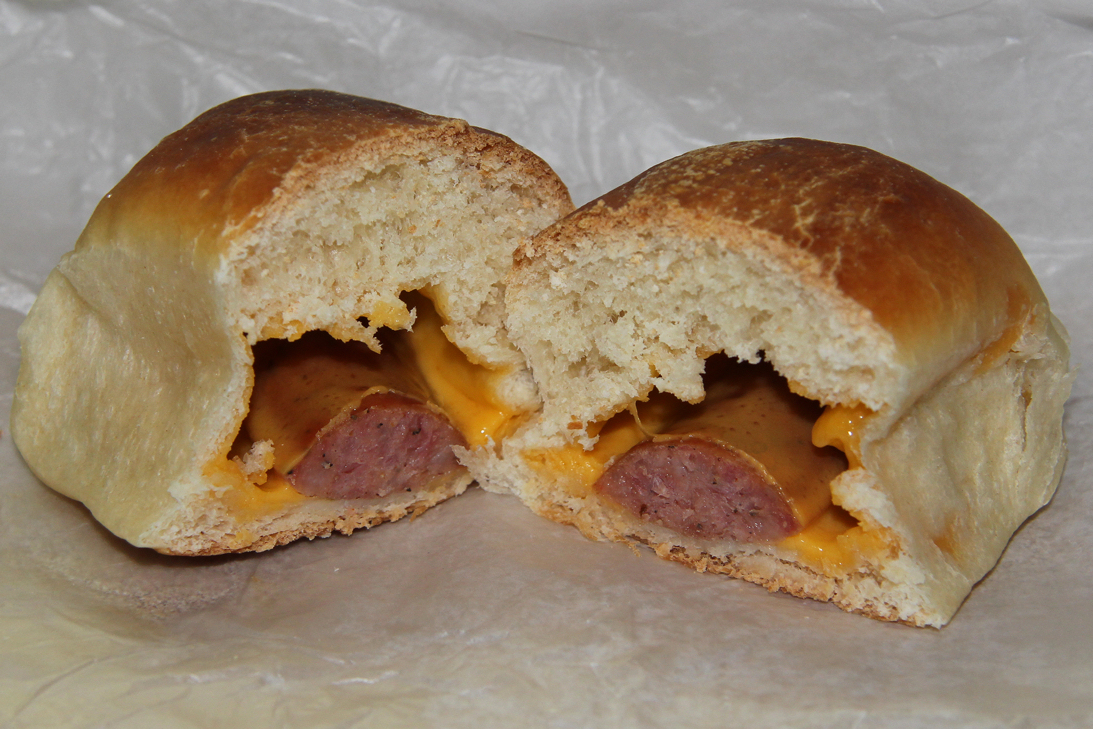
Klobásník

Klobásník (l.mn. klobásníky) – czeskie danie mięsne, charakterystyczne zwłaszcza dla kuchni morawsko-śląskiej. Pierwotnie było to pożywne danie górników.
Podstawą dania jest ciasto drożdżowe, w które (po rozwałkowaniu) wkłada się kiełbaskę lub kawałki wędliny i zapieka po natarciu żółtkiem. Możliwe jest także dodawanie szpinaku lub kapusty kiszonej. Jako przypraw używa się przede wszystkim soli, kminku i czosnku. Klobásníky spożywa się na zimno, po pokrojeniu na porcje. Służą często jako popularna zakąska do piwa.